# Camera (magazine suisse)
Pour les articles homonymes, voir Camera (homonymie).
Camera est un périodique consacré à la photographie né en 1922 à Lucerne, en Suisse, qui a été plus tard distribué dans de nombreux pays et en plusieurs langues.

## Histoire
En juin 1922 paraît en langue allemande le premier numéro de Camera, publié par un ingénieur amateur de pictorialisme : Adolf Herz (rédacteur en chef jusqu'en 1947) et l'éditeur de livres C. J. Bucher, installé à Lucerne en Suisse. Sa Ligne éditoriale privilégiait le travail des artistes reconnus comme celui des jeunes photographes, au travers d'articles illustrés par leurs œuvres. Le matériel photographique et les nouvelles techniques étaient également présentés et les photokina faisaient l'objet d'articles détaillés.
Walter Läubli est devenu rédacteur en chef à partir de janvier 1948, puis Hans Neuberg lui a succédé pour deux ans à partir de décembre 1954. Son successeur, Imre Reiner, bien que n'étant pas officiellement le rédacteur en chef, a relooké le magazine et a transformé le logo de Caméra en une forme inchangée depuis.
L'historien de la photographie Roméo Martinez devient le rédacteur en chef en juillet 1956, et il le reste jusqu'en 1964. Dès mars 1957, il fit évoluer de Camera en la rendant disponible dans des éditions séparées anglaises, françaises et allemandes (à partir de son ancienne version trilingue unique). Comme Martinez n'était pas photographe mais un journaliste ayant une connaissance aiguë de l'art et de l'histoire de la photographie, le magazine sous sa direction a pu agrandir sa popularité.
Allan Porter apparut comme rédacteur invité en décembre 1965 et devint rédacteur en chef à partir de janvier l'année suivante. Le choix de l'éditrice madame Bucher sur M. Porter, un citoyen américain connaissant peu l'Europe, fut difficile à faire accepter, mais on pensait que son talent pour le design pourrait être une aide précieuse pour un magazine alors en difficulté. Porter promit une augmentation de la diffusion de 8% sur une période de neuf mois, grâce à son effort pour augmenter les abonnements (notamment par des contrats à long terme avec les bibliothèques et autres institutions), et une augmentation de la diffusion américaine.
CJ Bucher AG fut rachetée par l'éditeur Ringier en 1973. Les nouveaux propriétaires se désintéressant de Camera, n'arrêtèrent pas la publication mais lui retirèrent leur soutien. L'une des premières mesures imposées par Ringier fut de passer à un système d'impression offset lithographique plus rapide et moins cher que la technologie d' héliogravure plus lente et plus coûteuse utilisée jusque-là. Porter, ayant des réserves sur la façon dont le lectorat de Camera réagirait à la baisse de la qualité de l'impression, avec l'aide des techniciens du département gravure encore en service, développa un système de décalage duplex bicolore qui réduisit les coûts et réussit à maintenir la qualité.
Sous la direction d'Allan Porter, l'histoire de Camera fut marquée non seulement par la recherche de nouveaux talents de la photographie moderne, mais aussi par l'exploration des œuvres des maîtres du passé.
Après huit années de production, Ringier décida que Camera n'entrait plus dans les priorités commerciales de la société. En décembre 1981, à quelques mois du 60e anniversaire du magazine, sortit  le dernier numéro du magazine.
Le périodique Camera est relancé avec le numéro du 17 janvier 2013  sous la forme d'une revue trimestrielle bilingue français-anglais, par l'éditeur Bruno Bonnabry Duval et Brigitte Ollier, journaliste à Libération. Son esprit reste très proche de celui des débuts et la typographie du titre a été reprise.